# Чебаклы (Большереченский район)
Чебаклы́ — село в Большереченском районе Омской области. Административный центр Чебаклинского сельского поселения.

## История
Основано в 1726 году. В 1928 году село состояло из 89 хозяйств, основное население — русские. В административном отношении входила в состав Горьковского сельсовета Саргатского района Омского округа Сибирского края.

## Население
| 1926 | 2002 | 2010 | 2021 |
| ---- | ---- | ---- | ---- |
| 451  | ↗716 | ↘540 | ↘374 |

## Улицы
| - ул. 60 лет Октября, - ул. Зелёная, - пер. Лесной, - ул. Молодёжная, | - ул. Новая, - ул. Парковая, - ул. Победы, - ул. Рабочая, | - ул. Совхозная, - ул. Солнечная, - ул. Центральная, - пер. Школьный. |